# Шмен-дю-Руа

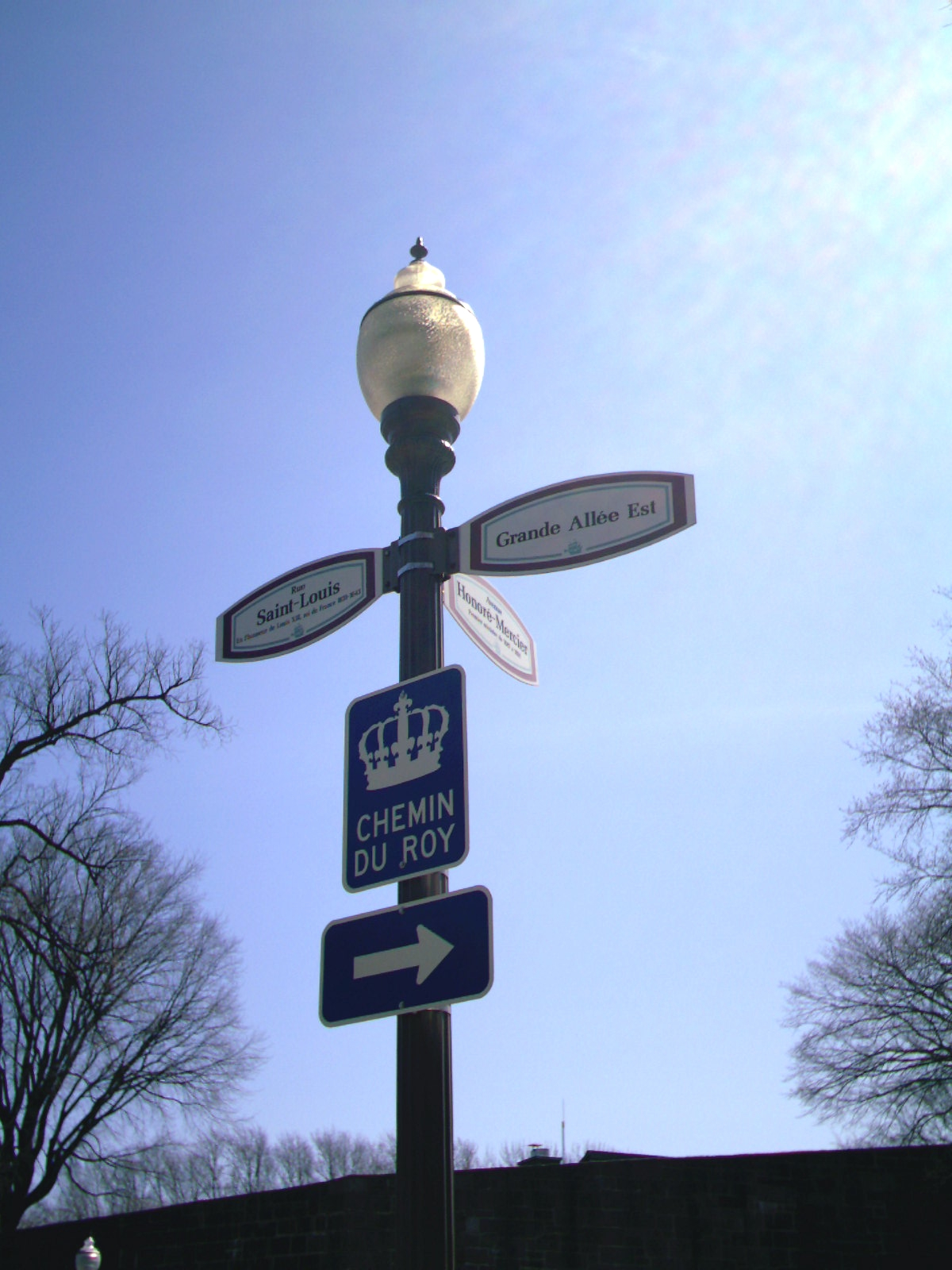
Путевой указатель дороги Шмен-дю-Руа в Квебек-сити.

Шмен-дю-Руа (фр. Chemin du Roy — «Королевская дорога») — историческая дорога, проложенная вдоль северного побережья реки Святого Лаврентия в Квебеке. Дорога начинается к западу до Квебек-сити, его восточных окраин, и тянется почти на 250 километров до Репантиньи (к северу от Монреаля). Большая часть Шмен-дю-Руа в наши дни находится вблизи современного шоссе Квебекское шоссе 138.

## История
Первые участки будущей дороги появились на территории французской колонии в 1660-х годах: самый первый отрезок дорожного полотна соединил мыс Турмант на побережье Кот-де-Бопре с местечком Кап-Руж (к западу от г. Квебек), т.е. таким образом пересекал весь Старый Квебек.
В 1706 году Высший совет Новой Франции постановил, что должна быть построена дорога, соединяющая поселения вдоль северного побережья реки Святого Лаврентия, однако проблемы с бюджетом и организацией тормозили начало работ. Тем временем, за счёт высокой рождаемости колонистов, постоянное население долины реки Св. Лаврентия за 1710–1730 гг. увеличилось с 15 до 25 тыс. человек, что по крайней манере обеспечило колонию достаточным количеством рабочих рук.
Полноценные дорожные работы начались только в 1731 году, их возглавил дорожный смотритель Юсташ Лануйе де Буаклер (Eustache Lanouiller de Boisclerc), и дорога была закончена в 1737 году благодаря тому, что начальник решился применить своё право на взимание так называемой «королевской барщины» в виде труда крестьян на благо колонии Его величества. После завершения работ Шмен-дю-Руа имела ширину 7,4 метра, больше 280 километров в длину, и пересекала 37 феодальных владений — синьорий.
Шмен-дю-Руа в то время была самой длинной дорогой к северу от реки Рио-Гранде. Дорога, фактически ставшая первой «федеральной трассой» Северной Америки, значительно упростила логистику Новой Франции, ускорила экономическое развитие Квебека, способствовала притоку новых колонистов из Франции и освоению ими практически всей территории вдоль р. Св. Лаврентия длиной порядка 300 км. Конец 1730-х годов стал для Новой Франции настоящим золотым веком.
К 1750 году колония фактически превратилась в одну длинную прибрежную деревню с населением около 50 тысяч человек, пятая часть которых прибыла из Франции после введения дороги в эксплуатацию, а 4 тысячи — поселились навсегда. В зависимости от сезона и погоды путь из Квебека в Монреаль стал занимать 4–6 дней, в британский период сократившись до 2,5 дней. Согласно описанию, которое оставил путешествовавший здесь в 1750-х годах Луи Антуан, граф Бугенвилльский, на трассе так и не появились полноценные гостиницы, так что, к большому удивлению путника, останавливаться приходилось прямо в домах местных фермеров. Весной многие участки немощёной дороги страдали от наводнений и оползней; поэтому наиболее удобно ей было пользоваться зимой.

## Примечательные факты
В июле 1967 года по дороге из Квебека на Международную выставку в Монреаль проехался Шарль Де Голль; поездку завершила его знаменитая речь «Да здравствует свободный Квебек!» (фр. Vive le Québec libre!). Специально для французского президента на асфальт некоторых участков дороги белой краской были нанесен отпечатки бурбонской лилии флёр-де-лис.